# Schizodactylus
Schizodactylus, rod kukaca ravnokrilaca, orthoptera, iz porodice Schizodactylidae. Prvi ga je opisao Brullé, 1835. Ovaj rod živi u Aziji na Indijskom potkontinentu, zapadnoj Indokini i nekim otocima uz obalu Indokine i Indije, te u maloj Aziji, Afganistanu i Pakistanu.
Rod Schizodactylus jedini je u potporodici Schizodactylinae. Karakterizira ih to što vole suha pustinjska mjesta ili pjeskovite obale rijeka i da su karnivorne. Vrsta Schizodactylus inexpectatus s planina Taurus u Turskoj prvi puta je opisana pod imenom Comicus inexpectatus, a opisao ju je Werner 1901, a kasnije je Ramme utvrdio da ne pripada rodu Comicus nego Schizodactylus. Za kukce roda Schizodactylus se kaže da ne koriste hranu biljnog porijekla, spominje se kanibalizam, te da su aktivni i preko dana i preko noći.
Riječ Schizodactylinae prvi je upotrijebio Karny, 1927.

## Vrste
- Schizodactylus brevinotus Ingrisch, 2002
- Schizodactylus burmanus Uvarov, 1935
- Schizodactylus groeningae † (Martins-Neto, 2007)
- Schizodactylus hesperus Bei-Bienko & Povolny, 1967
- Schizodactylus inexpectatus (Werner, F., 1901)
- Schizodactylus minor Ander, 1938
- Schizodactylus monstrosus (Drury, 1773)
- Schizodactylus tuberculatus Ander, 1938

- Schizodactylus monstrosus